# Listrognathus eccopteromus
Listrognathus eccopteromus là một loài tò vò trong họ Ichneumonidae.